# Juan Bermúdez
Juan Bermúdez, född cirka 1449, var en spansk upptäcktsresande som upptäckte Bermudaöarna år 1505. Han omnämns i källorna senast år 1519 och var då bosatt på Jamica. Han föddes i den sydspanska staden Palos i en sjöfarande familj där flera anhöriga var sjökaptener, styrmän och befälhavare på såväl egna som kungliga fartyg. Juan Bermudez vittnesmål i rättegången mellan spanska kronan och familjen Columbus år 1515 fastställer att han då var 65 år fyllda och därför beräknas hans födelseår till 1449.